# Gilles Carle
Gilles Carle (Maniwaki, Quebec, Canadà, 31 de juliol de 1928 - Granby, 28 de novembre de 2009) va ser un director de cinema quebequès.
Carle va estudiar art, literatura i ciències socials i va treballar com a crític per a diverses revistes. De 1950 a 1960 va signar un contractea CBC/Radio-Canada, on va començar a investigar i escriure per a pel·lícules. El 1961 va fer la seva primera pel·lícula, un documental sobre emigrants italians a Mont-real. Després d'altres curts documentals, el llargmetratge La vie heureuse de Léopold Z. va marcar l'inici d'una sèrie de pel·lícules premiades. Carle va treballar per a Productions Onyx des de 1966 fins a 1971 abans de fundar la seva pròpia companyia, Productions Carle-Lamy. En els seus últims anys va patir la malaltia de Parkinson.

## Filmografia

Motiu del film «Les plouffe», de Gilles Carle.

- La Vie Heureuse De Leopold Z (1965)
- Le viol d'une Jeune Fille Douce (1968)
- Red (1970)
- Les Mâles
- La Vraie Nature de Bernadette -- The True Nature of Bernadette -- (1972)
- La Mort d'un Bucheron -- The Death of a Lumberjack -- (1973)
- La Tete de Normande St-Onge (1975)
- Fantastica -- Film d'ouverture du Festival de Cannes -- (1980)
- Les Plouffe (1981)
- The Great Chess Movie (1982)
- Maria Chapdelaine (1983)
- 50 Ans (de l'ONF) -- The 50 years of the National Film Board of Canada -- (1989)
- La Postiere (1992)
- Pudding Chomeur (1996)
- Moi J'me fais mon Cinema (1999)

## Media
- National Film Board of Canada Collection (NFB)[Enllaç no actiu] (anglès) -- Collection de l'Office nationale du film du Canada (ONF)[Enllaç no actiu] (francès)